# Batalla de Brandywine
La batalla de Brandywine fue una de las confrontaciones bélicas de la guerra de Independencia estadounidense, ocurrida el 11 de septiembre de 1777 en los aledaños de Chadds Ford, Pensilvania y el río Brandywine.
El general británico William Howe trató de apoderarse del estado de Pensilvania, para ello, involucró a las tropas del general George Washington, atrayéndolas sobre el río Brandywine a 40 kilómetros de Filadelfia, lo que dejó la ciudad desprotegida. Esta batalla fue una victoria decisiva para las tropas británicas, quienes dejaron Filadelfia, capital del bando revolucionario, desprotegida.
Finalmente, los británicos conquistarían la ciudad el 26 de septiembre.